# Josef Renner (Politiker)
Josef Renner (* 17. Juni 1892 in Brünn, Mähren; † 8. Februar 1958 in Salzburg) war ein österreichischer Politiker (ÖVP) und Landesbeamter. Er war von 1954 bis 1958 Abgeordneter zum Salzburger Landtag.

## Ausbildung und Beruf
Renner besuchte die Volks- und Bürgerschule und absolvierte danach zwei Jahre an der Lehrerbildungsanstalt in Brünn. Danach erlernte er den Beruf des Kaufmanns und war zwischen 1911 und 1912 als kaufmännischer Angestellter in Wien beschäftigt. Er wechselte 1912 als Beamter in den Dienst der Eisenbahnergewerkschaft in Wien und war danach von 1914 bis 1918 als Kanzlist beim Bahnbetriebsamt in Wien beschäftigt, wobei seine berufliche Tätigkeit von der Ableistung des Kriegsdienstes im Ersten Weltkrieg zwischen 1915 und 1916 unterbrochen war. Nach dem Ende des Ersten Weltkriegs arbeitete Renner zwischen 1918 und 1921 als Sekretär bei der Zentralkommission Deutscher Arbeitnehmerverbände in Wien, danach wechselte er von 1921 bis 1934 als Sekretär zum Deutschnationalen Handlungsgehilfen-Verband (DHV). Des Weiteren war er im DHV Landesgeschäftsführer und Kreisvorsteher des DHV in Linz und ab 1928 in Salzburg. Zuletzt wirkte er in dieser Funktion auch in Graz. Danach war Renner von 1934 bis 1938 Sekretär des Gewerkschaftsbundes der österreichischen Arbeiter und Angestellten und beschäftigt und von 1934 bis 1935 als Sekretär bei der Arbeiterkammer Steiermark in Graz aktiv. Des Weiteren arbeitete er von 1935 bis 1938 als Geschäftsführer für Niederösterreich und Burgenland, danach wurde er zwischen 1938 und 1945 Sachbearbeiter bei Arbeitsamt in Karlsbad (Böhmen). Nach dem Ende des Zweiten Weltkriegs arbeitete Renner ab 1946 als Abteilungsleiter beim Landesarbeitsamt Salzburg, zwischen 1947 und 1948 war er Sekretär der ÖVP Salzburg. Zuletzt arbeitete er von 1948 bis 1957 als Angestellter bei der Salzburger Landesregierung.

## Politik und Funktionen
Renner vertrat die NSDAP-Schulzbewegung zwischen 1931 und 1934 als Mitglied im Gemeinderat der Stadt Salzburg. Er schloss sich nach dem Ende des Zweiten Weltkriegs der Österreichischen Volkspartei an, gehörte von 1946 bis 1947 dem provisorischen Gemeinderat der Stadt Salzburg an und vertrat die Volkspartei vom 11. Dezember 1954 bis zum 8. Februar 1958 im Salzburger Landtag. Des Weiteren war er Landesobmann-Stellvertreter der Sektion „Öffentlicher Dienst“ im Österreichischen Arbeiter- und Angestelltenbund (ÖAAB) und wirkte zwischen 1928 und 1933 als Obmann der Angestelltenkrankenkasse in Salzburg.